# Veronica fedtschenkoi
Veronica fedtschenkoi är en grobladsväxtart som beskrevs av A. Boriss.. Veronica fedtschenkoi ingår i släktet veronikor, och familjen grobladsväxter. Inga underarter finns listade i Catalogue of Life.